# Dassault Falcon 7X
El Dassault Falcon 7X es un avión de negocios trirreactor fabricado por la compañía francesa Dassault Aviation. A fecha de finales de enero de 2011 se han vendido 102 ejemplares y tiene 200 pedidos
Es un avión de transporte de gran alcance con tres motores y gran capacidad de combustible, bajo el fuselaje central y en las alas para aumentar su rango de vuelo. Puede ser configurado para diferentes usos, transporte de ejecutivos vip, empleados de empresas y como un avión de largo alcance, para funcionarios privados y públicos que necesitan viajar grandes distancias.

## Diseño
Es un monoplano cantilever de ala baja, estabilizador horizontal a media altura con tres motores de turbina y un tren de aterrizaje triclico reforzado, que le permite operar desde varios tipos de pistas de aterrizaje, diseñado con grandes alas en flecha extendidas y estabilizadores en la punta de las alas Dispositivo de punta alar o winglets que aumentan su capacidad de elevación y le permiten aterrizar en pistas cortas de aeropuertos comerciales, este nuevo diseño mejora el ahorro de combustible para aumentar su rango de operación, disminuye su costo de operación por hora y el costo de mantenimiento. 
Falcon es el nombre empleado para la línea de aviones de negocios, la denominación se aplica a varias familias de aeronaves propulsadas por motores turbofán, que han sido producidas durante años por la compañía Dassault Aviation, de las cuales se han fabricado más de 2000 unidades y son utilizadas en varios países del mundo, para el transporte de ejecutivos de negocios, como avión de transporte presidencial y operadores militares.

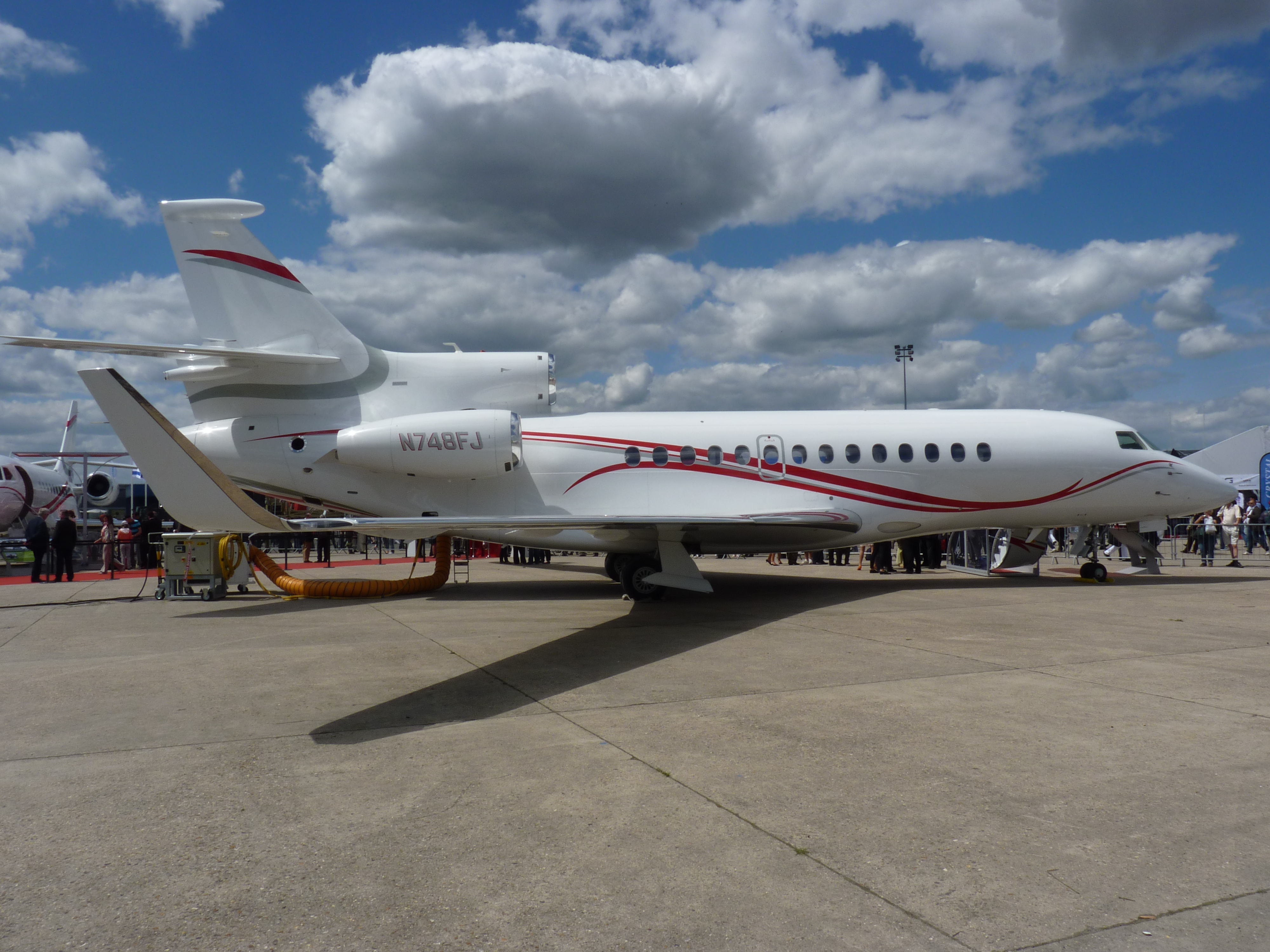
Falcon 7X en el salon du bourget 2011

El Falcon 7X es el avión de transporte más grande en su categoría, siendo el desarrollo final del modelo Dassault Falcon 50, el primer avión de la empresa que introducía tres motores turbofans Garrett TFE 731, dos montados en contenedores, uno a cada lado de la popa del fuselaje, como los aviones de transporte vip convencionales y un tercer motor, en la parte trasera del fuselaje central, delante de la deriva (timón vertical de profundidad), en un diseño único en su tipo que le permite tener largo alcance y mayor seguridad; se mantuvo la misma sección transversal del fuselaje del Falcon 50. El Falcon 7x es uno de solo dos trijets (avión de tres turbinas jets) actualmente en producción en el mundo, el otro es el Dassault Falcon 900.

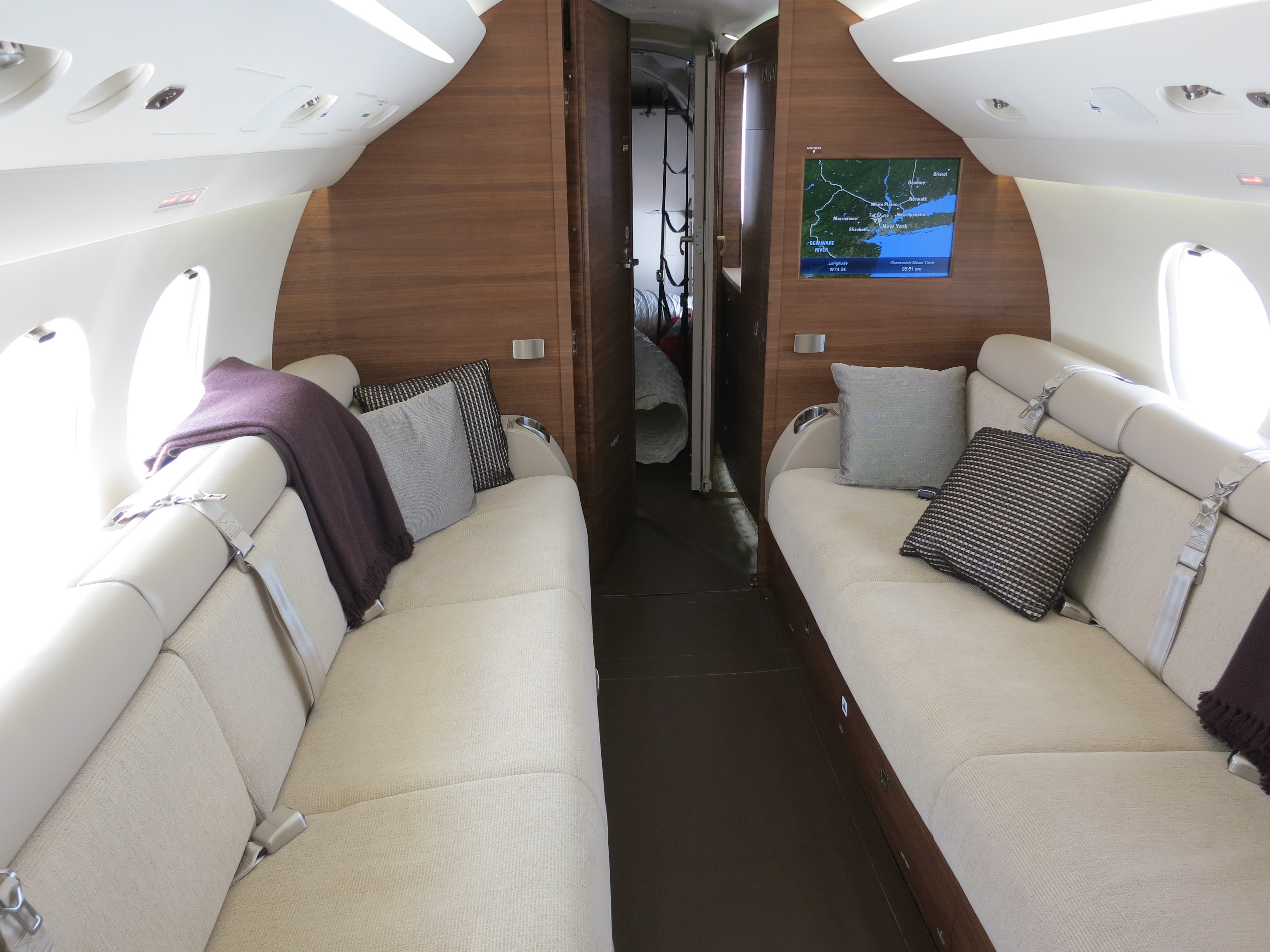
Dormitorio

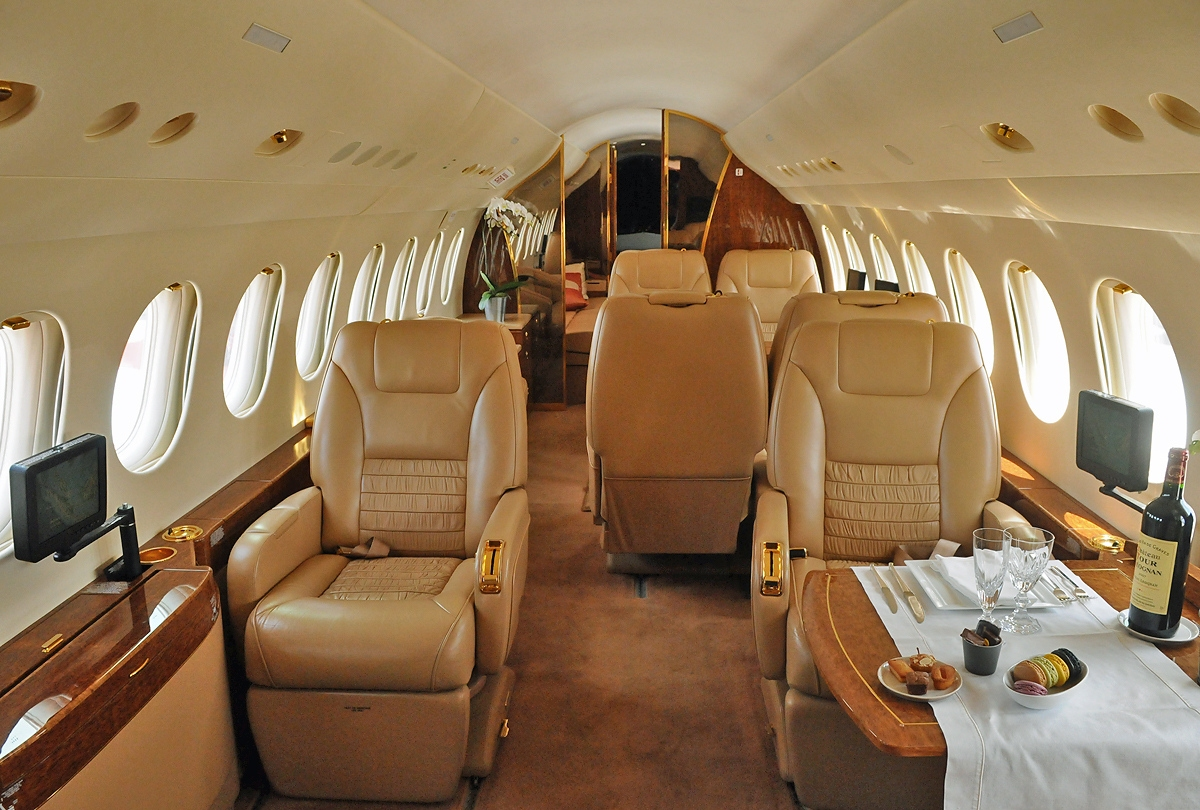
Cabina principal

Es la primera aeronave de transporte vip de la empresa Dassault, fabricada con el sistema de vuelo por cables fly-by-wire y computadoras de vuelo, como los modernos aviones de transporte y los aviones de combate Cuarta generación de cazas de reacción, que aumentan la seguridad de la aeronave para vuelos de larga distancia en todo tipo de clima y vuelo nocturno. Está equipado con un nuevo Sistema de gestión de vuelo y asistencia de navegación GPS, los comandos de vuelo están integrados en una moderna palanca de mando tipo Joystick para pilotar la nave como un avión de combate. 
Es notable el amplio uso de diseño asistido por ordenador antes de su fabricación en serie, es la primera aeronave de la empresa Dassault en ser completamente diseñada en una plataforma virtual, con las empresas de tecnología Dassault Systemes CATIA y productos PLM para mejorar su fabricación, bajar el costo de mantenimiento y el costo de vuelo por hora de la aeronave, para lograr que sea más conveniente su uso en comparación con otras aeronaves disponibles en el mercado.

## Componentes
Canadá -  Estados Unidos -  Francia

### Electrónica

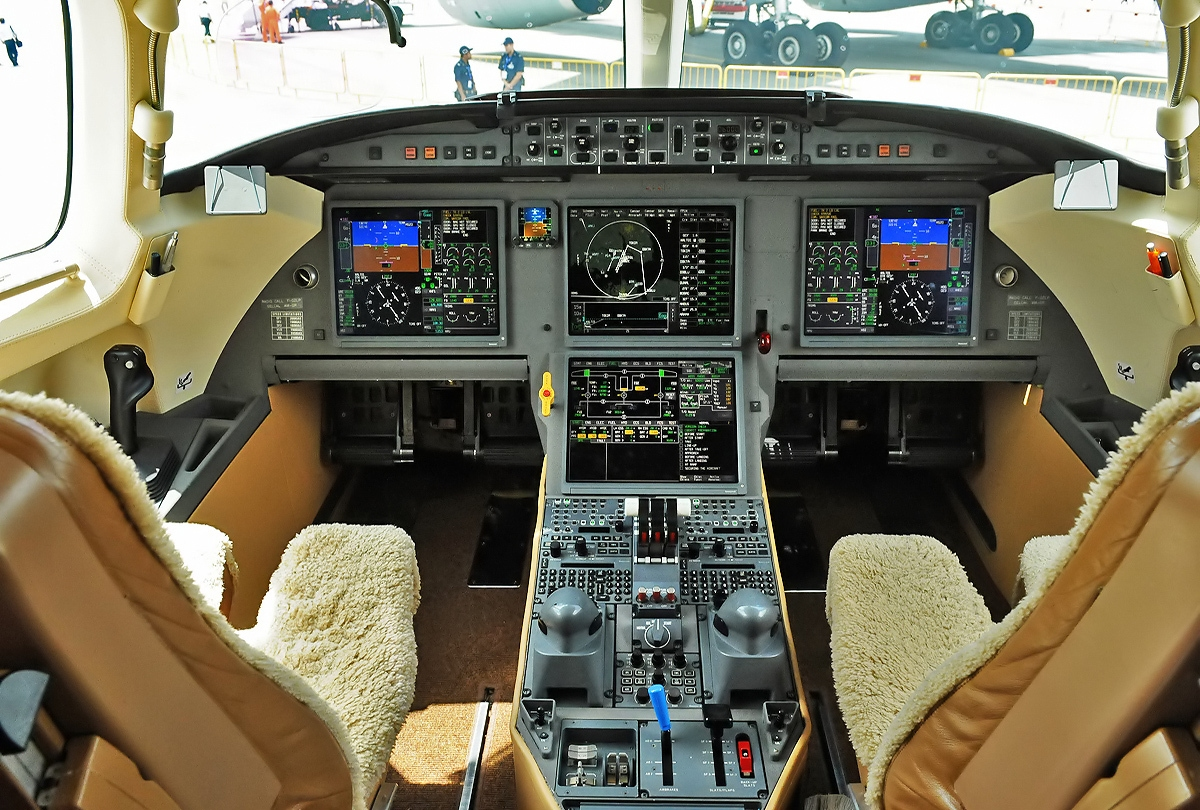
Cabina de mando del Falcon 7X

| Sistema                                      | País                                           | Fabricante            | Notas                                                          |
| -------------------------------------------- | ---------------------------------------------- | --------------------- | -------------------------------------------------------------- |
| Sistema de control de vuelo                  | Bandera de Francia                             | Dassault              | Triple FBW digital. Bucle completamente cerrado.               |
| Computadoras primarias de control de vuelo   |                                                |                       | 3                                                              |
| Sensores inteligentes multifunción           | Bandera de Estados Unidos                      | UTC Aerospace Systems | 2 pares de SmartProbes                                         |
| Computadoras secundarias de control de vuelo |                                                |                       | 3                                                              |
| Sistema integrado modular de aviónica        | Bandera de Estados Unidos · Bandera de Francia | Honeywell Dassault    | Dassault EASy. Basado en el hardware de Honeywell Primus Epic. |
| TAWS                                         | Bandera de Estados Unidos                      | Honeywell             | EGPWS                                                          |
| RAAS (opción)                                | Bandera de Estados Unidos                      | Honeywell             | EGPWS                                                          |
| ACAS II                                      | Bandera de Estados Unidos                      | ACSS                  | TCAS 3000 (aeronave original)                                  |
| Transpondedor                                | Bandera de Estados Unidos                      | Honeywell             | XS-858B                                                        |

### Propulsión

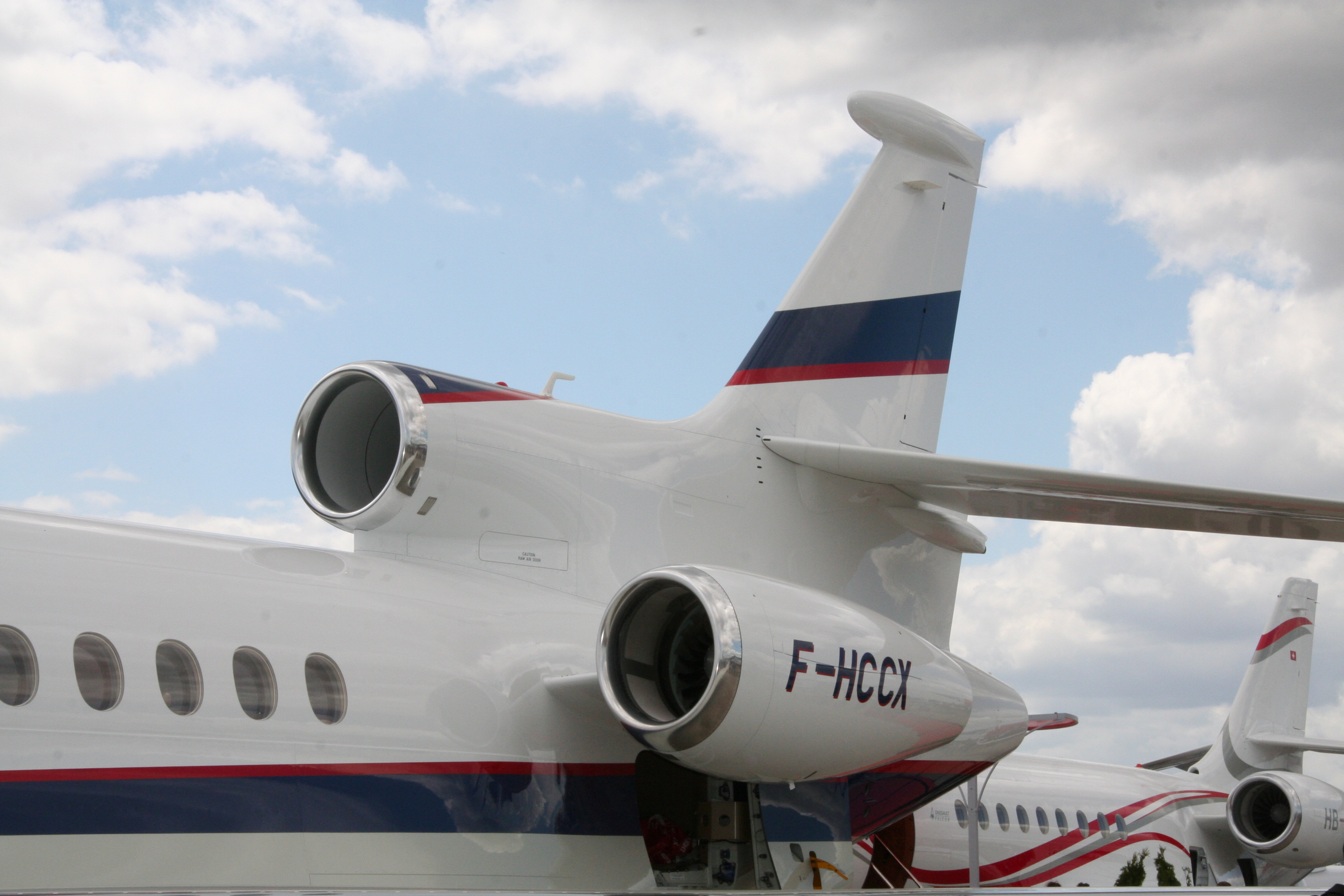
Detalle del emplazamiento de los motores y la cola

| Sistema | País              | Fabricante             | Notas     |
| ------- | ----------------- | ---------------------- | --------- |
| Motor   | Bandera de Canadá | Pratt & Whitney Canada | 3 × PW307 |

## Clientes

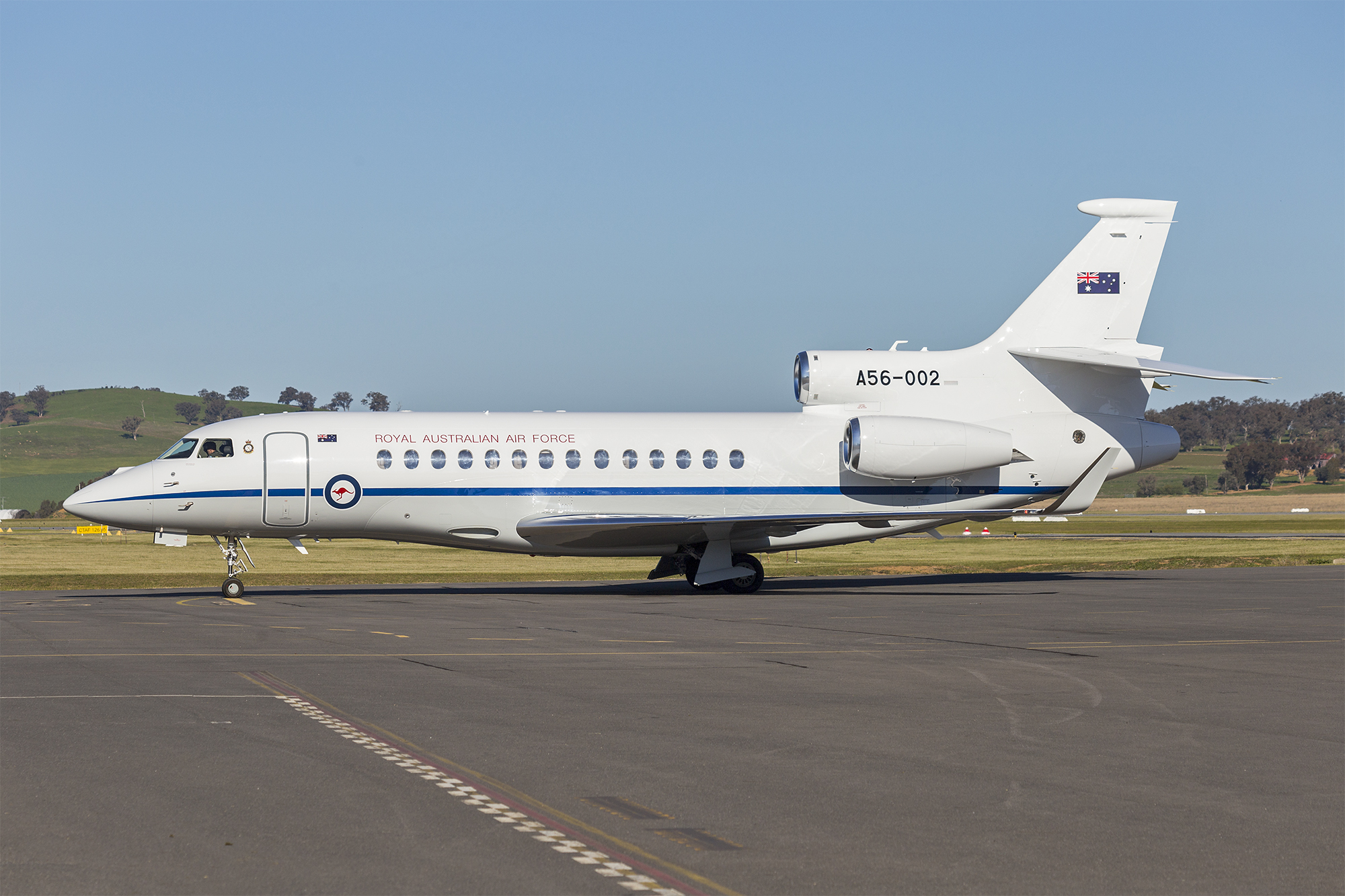
Un Falcon 7X de la RAAF en el aeropuerto de Wagga Wagga

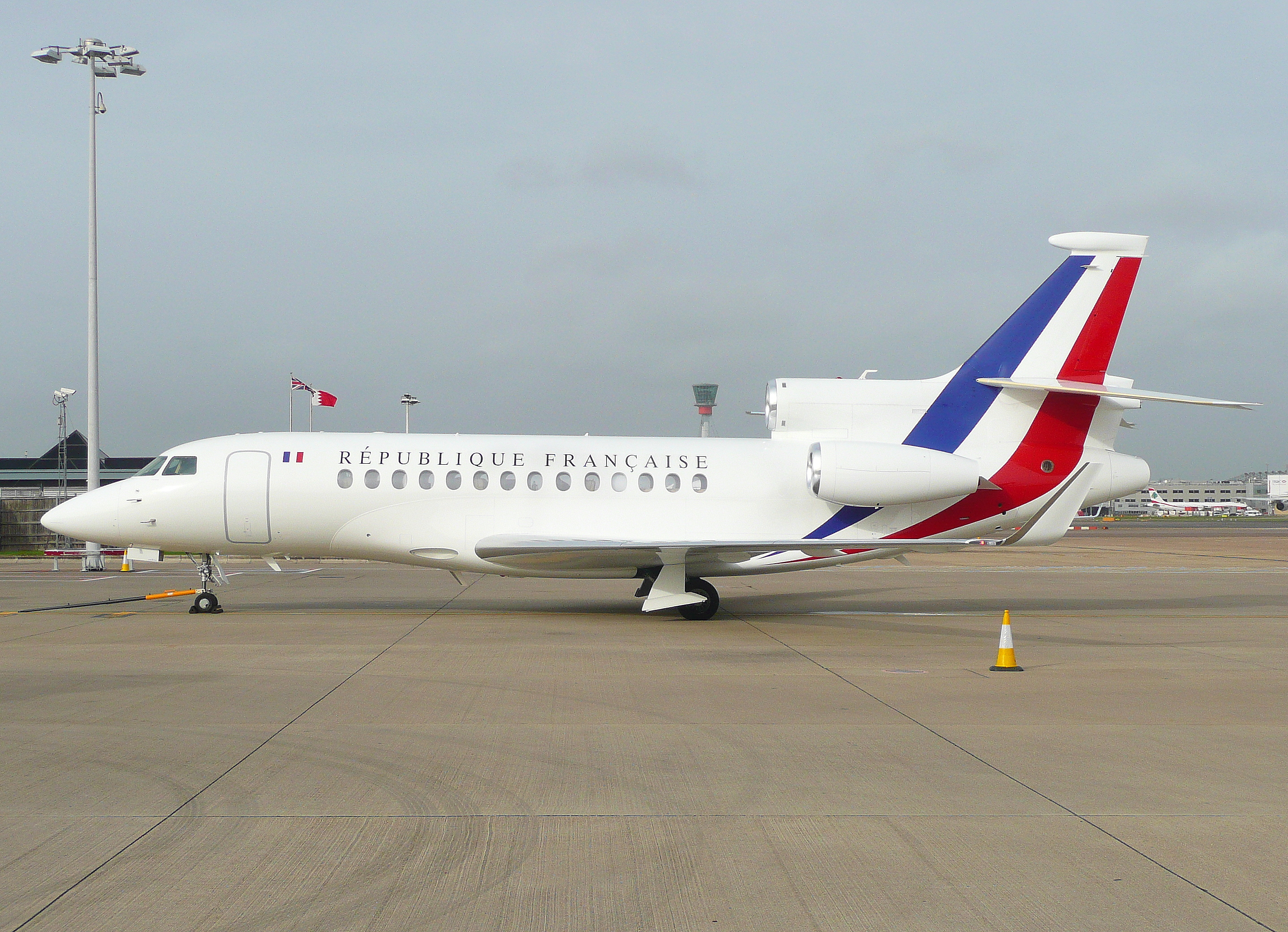
El Falcon 7X presidencial francés F-RAFA

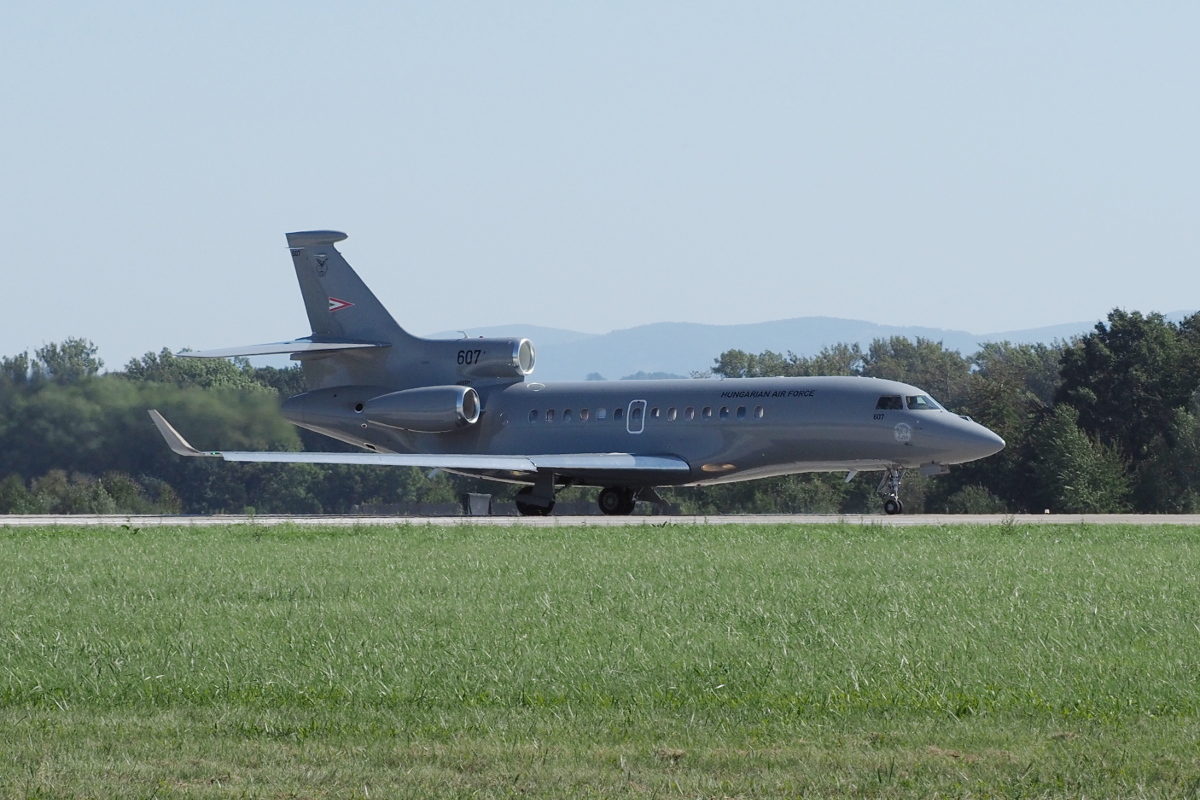
Un Falcon 7X de la Fuerza Aérea Húngara en Ostrava en 2019

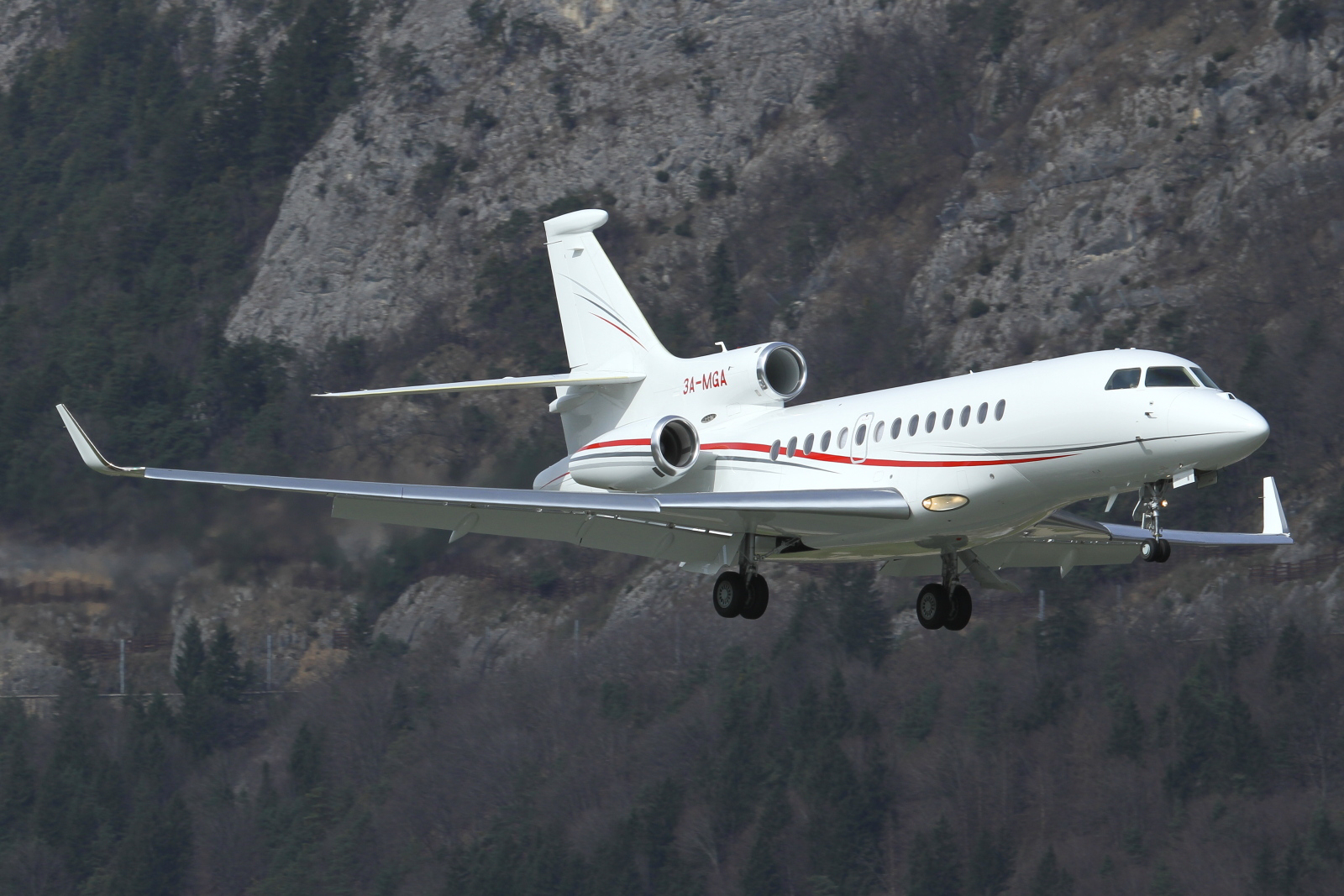
Un Falcon 7X del Gobierno de Mónaco en Innsbruck

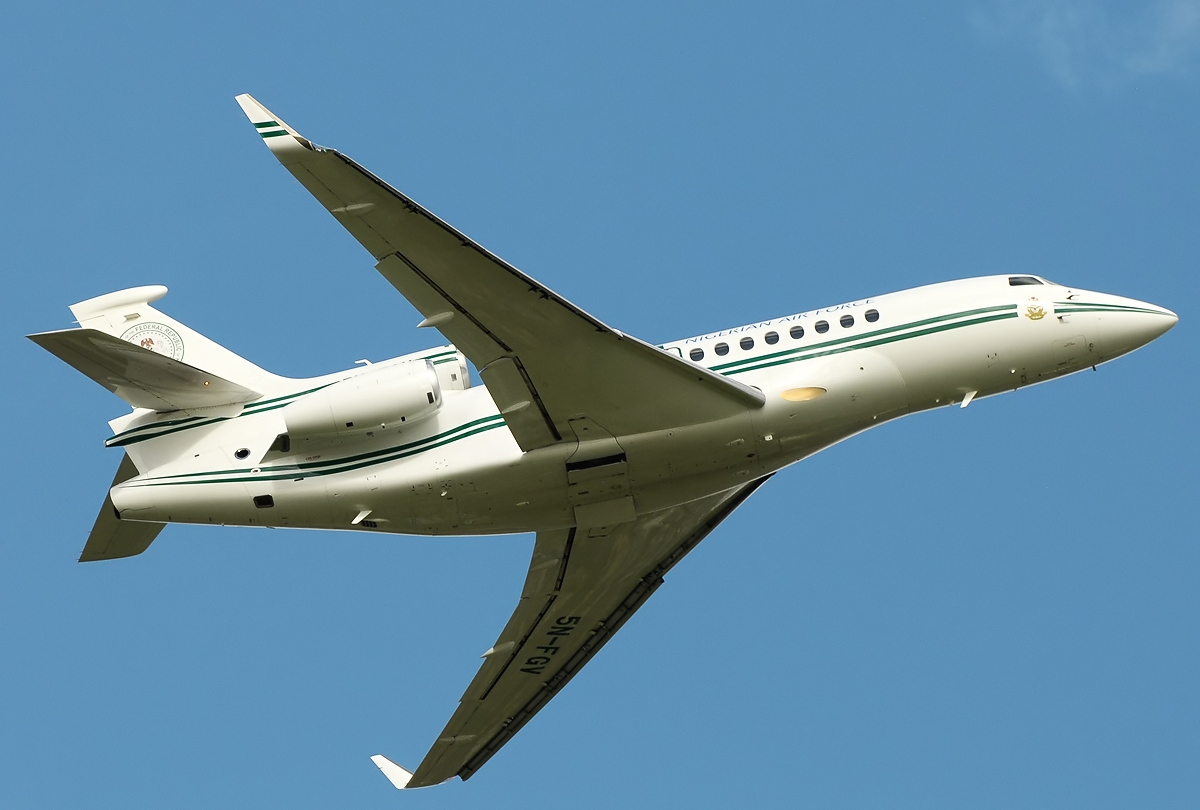
Un Falcon 7X de la Fuerza Aérea de Nigeria

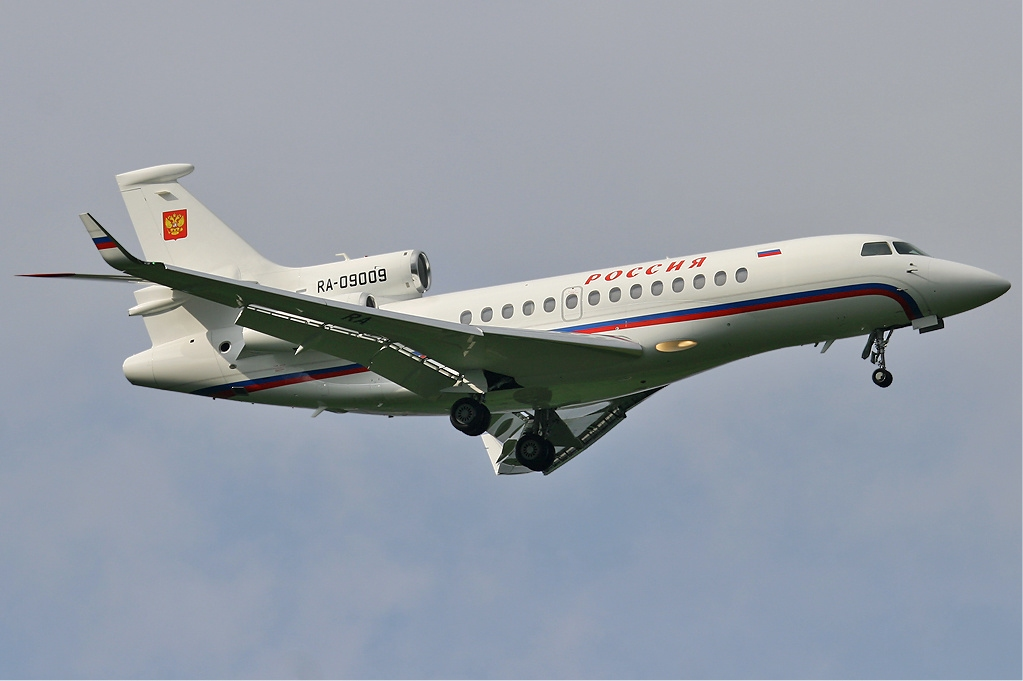
Un Falcon 7X del Gobierno de Rusia

| País                   | Usado por | Aeronaves |
| Europa                 | |           |
| Suiza                  | montres Rolex Patek PhilippeTAG Aviation Otros | 10        |
| Reino Unido            | Royal Dutch ShellFormula One ManagmentOtros | 6         |
| Francia                | Armée de l’AirGroupe ArtemisOtros | 4         |
| Alemania               | Volkswagen AG Otros | 3         |
| Italia                 | Varios | 3         |
| Portugal               | Varios | 3         |
| Suecia                 | Varios | 3         |
| Rusia                  | Varios | 3         |
| Dinamarca              | Varios | 3         |
| Otros países           | Austria Bélgica Finlandia Luxemburgo Turquía Ucrania | n/d       |
| América                | |           |
| Estados Unidos         | Archer Daniels MidlandAT&T Cisco SystemsHoneywellEmerson and Lowe’sMcKessonNII Holdings (Nextel)United TechnologiesWhiteco IndustriesTexas Pacific Group | 26        |
| Canadá                 | Varios | 3         |
| México                 | El Temach | 1         |
| Brasil                 | Varios | 5         |
| Argentina              | Varios | 1         |
| Ecuador                | Munoz-Salmon FinancialFuerza Aérea Ecuatoriana | 1         |
| África                 | |           |
| Marruecos              | Royal Air Maroc | 6         |
| Asia                   | |           |
| China                  | Varios | 3         |
| Arabia Saudita         | Varios | 3         |
| Emiratos Árabes Unidos | Varios | 1         |

## Aeronaves similares
- Gulfstream G550
- Bombardier Global Express
- Bombardier Global 5000
- Dassault Falcon 50
- Embraer Lineage 1000